# Stéphane Augé
Stéphane Augé (Pau, 6 de diciembre de 1974) es un ciclista francés que fue profesional entre 2000 y 2010. Conocido por su enfoque ofensivo, ganó Cholet-Pays de Loire en 2007 y los Quatre Jours de Dunkerque en 2008. Ha participado en ocho Tour de Francia y dos campeonatos del mundo en ruta. Se retiró de las carreras en 2011 para convertirse en director deportivo del equipo Cofidis hasta 2016.
Participó en el Tour de Francia en varias ocasiones. Es también un apasionado del ciclocrós, al cual le dedicaba una parte del invierno.
Destacaba por su combatividad y su lucha, que le hacía estar presente en numerosas fugas y escapadas. Esta característica le hizo ser uno de los ciclistas más destacados en la primera semana de carrera del Tour de Francia 2007.

## Biografía
En 1999, Stéphane Augé corrió para el Vélo-Club de Roubaix. En su última temporada como aficionado, ganó el Circuit des vins du Blayais, una etapa del Tour Nivernais Morvan y dos etapas del Ruban granitier breton. Se convirtió en ciclista profesional en 2000, a la edad de 25 años, con el equipo ciclista Festina. Ese año consiguió la primera victoria de su carrera profesional, un triunfo de etapa en el Tour du Poitou-Charentes.
El equipo Festina se disolvió a finales de 2001. Stéphane Augé se incorporó entonces al Jean Delatour. Con este equipo, participó en su primer Tour de France en julio de 2002, finalizando en el puesto 115º. Ese año ganó una etapa en la Vuelta a Alemania.
En 2003, Stéphane Augé fue fichado por el equipo ciclista Crédit agricole. Allí corrió durante dos temporadas, en las que no ganó ninguna carrera.
En 2005, se incorporó al equipo Cofidis. Ganador de etapa en el Tour du Limousin y en el Tour de Pologne en 2006, se impuso en 2007 en la Cholet-Pays de Loire, prueba de la Copa de Francia. En julio, durante su quinto Tour de France, recibió el premio al espíritu de lucha durante la etapa 1, y después vistió el maillot de lunares durante dos días, gracias a su presencia en otra escapada durante la 3ª etapa del Tour de Francia 2007. Al final de la temporada, fue seleccionado por primera vez por el equipo francés para los Campeonatos del Mundo de carretera.
En 2008, Stéphane Augé ganó la única carrera por etapas de su carrera, los Quatre Jours de Dunkerque. Ganó la primera etapa en una escapada con Clément Lhotellerie y mantuvo la maglia rosa durante el resto de la carrera. En septiembre, ganó una etapa en el Tour d'Allemagne. Volvió a participar en los Campeonatos del Mundo con el equipo francés. En 2009, volvió a vestir el maillot de lunares en el Tour de Francia 2009 tras la 6ª etapa del Tour de Francia 2009, durante la cual formó parte de un grupo de escapados y lideró tres subidas. En 2010, Stéphane Augé participó en su octavo y último Tour de France. Durante la 11ª etapa del Tour de Francia 2010, ganó otro premio a la combatividad, al estar en la iniciativa de una escapada que se inició en el tercer kilómetro y que fue alcanzada de nuevo a falta de 23 km para la meta.
Anunció su retirada el 4 de enero de 2011}. Se convirtió en Director deportivo en el equipo Cofidis y creó la marca de ropa Grupetto.
En agosto de 2016, copresentó, con Claire Bricogne, el Tour de Utah para el canal L'Équipe 21.

## Palmarés
2000
- 1 etapa del Tour de Poitou-Charentes

2002
- 1 etapa de la Vuelta a Alemania

2006
- 1 etapa del Tour de Limousin
- 1 etapa del Tour de Polonia

2007
- Gran Premio Cholet-Pays de Loire

2008
- Cuatro Días de Dunkerque, más 1 etapa
- 1 etapa de la Vuelta a Alemania

## Resultados en Grandes Vueltas
| Carrera | Carrera         | 2000 | 2001 | 2002  | 2003 | 2004 | 2005  | 2006  | 2007  | 2008  | 2009  | 2010  |
| ------- | --------------- | ---- | ---- | ----- | ---- | ---- | ----- | ----- | ----- | ----- | ----- | ----- |
|         | Giro de Italia  | —    | —    | —     | —    | —    | —     | —     | —     | —     | —     | —     |
|         | Tour de Francia | —    | —    | 115.º | Ab.  | —    | 121.º | 121.º | Ab.   | 136.º | 136.º | 153.º |
|         | Vuelta a España | —    | —    | —     | —    | —    | —     | —     | 126.º | —     | —     | —     |

—: no participa

Ab.: abandono

## Equipos
- Festina (2000-2001)
- Jean Delatour (2002)
- Crédit Agricole (2003-2004)
- Cofidis (2005-2010)
  - Cofidis, le Crédit par Téléphone (2005-2008)
  - Cofidis, le Crédit en Ligne (2009-2010)